# Sakaki
Sakaki (jap. 坂城町 Sakaki-machi) – miasto w Japonii, na wyspie Honsiu, w prefekturze Nagano. Według danych na rok 2020 miejscowość zamieszkiwało 14 004 mieszkańców , a gęstość zaludnienia wyniosła 261,1 os./km².